# Springfield Armor 2013-2014
La stagione 2013-14 degli Springfield Armor fu l'8ª nella NBA D-League per la franchigia.
Gli Springfield Armor arrivarono terzi nella East Division con un record di 22-28, non qualificandosi per i play-off.

## Roster
| N° | Naz.                       | Ruolo | Sportivo            | Anno | Alt. | Peso |
| -- | -------------------------- | ----- | ------------------- | ---- | ---- | ---- |
| 4  | Stati Uniti (bandiera)     | G     | Tyshawn Taylor      | 1990 | 191  | 84   |
| 4  | Stati Uniti (bandiera)     | G     | L.D. Williams       | 1988 | 193  | 95   |
| 6  | Stati Uniti (bandiera)     | A     | Adonis Thomas       | 1993 | 198  | 105  |
| 7  | Panama (bandiera)          | A     | Gary Forbes         | 1985 | 201  | 100  |
| 7  | Stati Uniti (bandiera)     | G     | Khalif Wyatt        | 1991 | 193  | 95   |
| 9  | Stati Uniti (bandiera)     | G     | Justin Johnson      | 1988 | 188  | 79   |
| 10 | Stati Uniti (bandiera)     | A     | Marcus Hubbard      | 1983 | 206  | 104  |
| 13 | Stati Uniti (bandiera)     | G     | Bruce Massey        | 1990 | 191  | 88   |
| 14 | Stati Uniti (bandiera)     | G     | Lorenzo Brown       | 1990 | 196  | 95   |
| 14 | Stati Uniti (bandiera)     | GA    | Quinn McDowell      | 1990 | 196  | 93   |
| 15 | Stati Uniti (bandiera)     | G     | Lance Hurdle        | 1987 | 188  | 88   |
| 17 | Stati Uniti (bandiera)     | A     | Dennis Horner       | 1988 | 206  | 104  |
| 19 | Stati Uniti (bandiera)     | G     | Darius Johnson-Odom | 1989 | 191  | 96   |
| 21 | Stati Uniti (bandiera)     | C     | Jeff Foote          | 1987 | 213  | 120  |
| 23 | Stati Uniti (bandiera)     | A     | Devin Ebanks        | 1989 | 206  | 100  |
| 23 | Georgia (bandiera)         | A     | Tornik'e Shengelia  | 1991 | 203  | 94   |
| 24 | Stati Uniti (bandiera)     | G     | Larry Anderson      | 1989 | 196  | 95   |
| 24 | Stati Uniti (bandiera)     | G     | JamesOn Curry       | 1986 | 193  | 91   |
| 32 | Rep. Dominicana (bandiera) | A     | Alejo Rodríguez     | 1988 | 206  | 109  |
| 33 | Stati Uniti (bandiera)     | A     | Willie Reed         | 1990 | 208  | 100  |

## Staff tecnico
- Allenatore: Doug Overton
- Vice-allenatore: Chris Carrawell
- Preparatore atletico: Mark Mahoney